# Parainfluenza
Los virus parainfluenza (también, virus paragripal), aislados en 1956, son un conjunto de paramixovirus de unos 100-200 nanómetros de tamaño, con un diámetro de nucleocápside de 18 nm, que presenta en la envoltura dos glicoproteínas: la HN con actividad de hemaglutinina y neuraminidasa y la F, con actividad hemolítica y de fusión celular.

## Tipos de virus parainfluenza
Se han descrito cuatro serotipos de virus parainfluenza, que presentan relaciones antigénicas entre sí, con virus de la parotiditis y con otros paramixovirus animales. Virus parainfluenza tipos 1 y 3 perteneces al género respirovirus, mientras que los virus parainfluenza tipos 2 y 4 pertenecen al género rubulavirus.
- Virus parainfluenza tipo 1: Está relacionado con el paramixovirus Sendai, que produce infecciones en ratones y cerdos.
- Virus parainfluenza tipo 2: Está relacionado con el virus SV-5 y SV-41, y virus de la parotiditis. Produce crup en humanos.
- Virus parainfluenza tipo 3: Relacionado con el virus SF-4. Produce infecciones en bóvidos.
- Virus parainfluenza tipo 4: Existen dos serotipos el 4A y el 4B.

## Acción patógena
Los paramixovirus producen infecciones respiratorias frecuentes y de gravedad variable, que dependen de:
1. Tipos de virus.
2. Edad.
3. Primoinfección o reinfección.

- Infecciones del tracto respiratorio superior: Son las infecciones más frecuentes producidas por los virus parainfluenza, de cualquier serotipo y ocurren tanto como primoinfección como reinfección, tanto en la infancia pero sobre todo en los adultos. Comprenden la sinusitis, la rinitis, faringitis, bronquitis o combinaciones de todas (rinosinusitis, rinofaringitis...) y procesos febriles sin localización anatómica. Corresponden al típico catarro común o constipado respiratorio y suelen ser infecciones de buen pronóstico, de gravedad leve y que curan espontáneamente al cabo de unos ocho días. Por lo tanto, su tratamiento es dirigido hacia la paliación de los síntomas, y no requieren tratamiento con antibióticos al igual que la mayoría de las infecciones virales.
- Infecciones del tracto respiratorio inferior: Los virus parainfluenza son responsables del 20% de estas graves infecciones, sobre todo en niños como primoinfección.[2] Corresponden a:

1. Crup o laringotraqueítis obstructiva: Es producida por todos los serotipos, sobre todo el tipo 1 y 2, siendo responsables del 50% de esta infección. Ocurre en niños pequeños, de 6 meses a 6 años de edad; el punto máximo es a los 2 años .
2. Bronquiolitis y neumonía: Son poco frecuentes, ocurren en niños pequeños, menores de seis meses, y son producidos sobre todo por el serotipo 3.